# Dorney (Witten)
Dorney ist ein Ortsteil von Stockum in Witten, Nordrhein-Westfalen. Er hatte am 31. Dezember 2015 insgesamt 386 Einwohner. Als Dorneywald ist die Fläche gleichzeitig ein Waldgebiet (Stadtwald) zwischen Witten und Dortmund, das zum größten Teil auf Dortmunder Stadtgebiet liegt.

## Geschichte
Dorney verdankt seinen Namen einer Flurbezeichnung. Der Name leitet sich von dor = Baum und ey = althochdeutsch Aue ab.
Ursprünglich handelte es sich um einen Wald, um den herum zunächst Ackerbau betrieben wurde. Im 19. Jahrhundert allerdings schwand die landwirtschaftliche Nutzung der Flächen im Umfeld zugunsten der Industrialisierung der Region (Zechenansiedlungen). Dorney blieb eine Gemeinheitsfläche und blieb somit von der Industrialisierung zu einem großen Teil verschont.
Am 2. November 1842 wurde diese Gemeinheitsfläche zwischen den anliegenden Dörfern und Ämtern Stockum, Oespel, Kley, Düren und Annen-Wullen aufgeteilt.
Im Zuge der Gemeindereform von 1929 wurde die Landgemeinde Annen-Wullen aufgelöst, Annen kam als Stadtteil ebenso zu Witten wie Stockum und Düren, während Oespel und Kley der Stadt Dortmund zugesprochen wurden. Dies bedeutet, dass das Gebiet des Dorneys sich auf das Stadtgebiet Wittens ebenso erstreckt wie auf Dortmunder Stadtgebiet. Dorney wird auf Wittener Seite in den Gemarkungskarten der Stadt als Stockumer Ortsteil aufgeführt, in Dortmund ist dies nicht der Fall.
In der Zeit des Nationalsozialismus existierte im Dorneywald auf dem heutigen Parkplatz des Sportplatzes ein so genanntes „Zigeunerlager“. Seit Anfang 1940 waren nahezu alle Wittener Zigeuner in diesem Lager untergebracht. Sie wohnten in von Pferden gezogenen Wagen und selbst errichteten Baracken. Im März 1943 wurde das Lager geräumt und ca. 50 Männer, Frauen und Kinder in das Zigeunerlager des KZ Auschwitz-Birkenau deportiert.
2007 legte der Orkan Kyrill eine vergessene Hausmülldeponie aus den Jahren 1964 bis 1969 offen.

## Bebauung
Während in Dortmund nur am Rand des Dorneywaldes Wohnbebauung vorzufinden ist, befindet sich auf Wittener Seite eine Siedlung, die fast ausschließlich aus Ein- und Zweifamilienhausbebauung besteht, inmitten des Waldes; sie ist vollständig vom Dorney umschlossen.

## Naturschutzgebiet
Seit 2004 weist der Flächennutzungsplan der Stadt Dortmund den „Dorneywald“ mit einer Fläche von 40,4 ha als Naturschutzgebiet aus. Die offizielle Bezeichnung lautet „Naturschutzgebiet Nr. 25 – Stadtbezirk Lütgendortmund“. Einen Sonderstatus innerhalb des Gebietes genießt lediglich ein über 100 Jahre alter Sportplatz, dessen Nutzung keinen nennenswerten Beschränkungen trotz des Naturschutzes unterliegt. Auch wenn der Wittener Teil des Dorneys nicht als Naturschutzgebiet ausgewiesen ist, wird es de facto jedoch als ein solches Gebiet behandelt. Aber Vorsicht ist geboten: Im Dorney ist stellenweise Munition aus dem Zweiten Weltkrieg zu finden.